# 키티 그린
키티 그린(Kitty Green, 1984년 8월 8일 ~ )은 오스트레일리아의 영화 감독, 영화 각본가, 영화 편집자이다.

## 작품 목록
- Ukraine is not a Brothel (2013, 다큐멘터리 영화)
- The Face of Ukraine: Casting Oksana Baiul (2015, 논픽션 단편영화)
- 캐스팅 존베넷 (2017)
- 어시스턴트 (2019)
- 더 로얄 호텔 (2023)